# Matidia muju
Matidia muju là một loài nhện trong họ Clubionidae.
Loài này thuộc chi Matidia. Matidia muju được Pater Chrysanthus miêu tả năm 1967.